# Violet Brown
Violet Brown, született Violet Mosse (Duanvale, Jamaica, 1900. március 10. – 2017. szeptember 15.) 117 évesen a világ legidősebb embere volt 2017. április 15-e, az olasz Emma Morano halála óta. Ő az első jamaicai, aki bizonyítottan meghaladta a 110 éves életkort, egyben a valaha élt legidősebb jamaicai; a japán Tadzsima Nabival együtt egyike volt az utolsó két embernek, aki még a 19. században született.
Születésének dátuma különböző források szerint 1900. március 4, március 10. vagy március 15, de 2014-ben a Gerontológiai Kutatócsoport hivatalosan a március 10-ei dátumot ismerte el. Mivel születésekor Jamaica még a Brit Birodalom része volt, Brown a brit Viktória királynő utolsó, még életben lévő egykori alattvalója.
A Trelawney községbeli Duanvale-ben született John Mosse cukorfőző és Elizabeth Riley négy gyermekének egyikeként. Tizenhárom évesen belépett a baptista egyházba. Férjétől, Augustus Gaynor Browntól (meghalt 1978-ban) egy lánya született. Összesen hat gyermeke van. Anyja, Elizabeth kilencvenhat évesen hunyt el.
A Jamaica Observernek 2017 áprilisában adott interjújában azt mondta, egészségesebb, mint öt, még élő gyermeke, és jelenleg semmilyen egészségügyi problémától nem szenved. Ezt is bizonyította az, hogy még 117 évesen is képes volt járni. Mikor a hosszú élet titkáról kérdezték, azt mondta, hogy nincs titkos recept. „Mikor azt kérdezik, mit eszem és iszom, amitől ilyen sokáig élek, azt mondom, hogy mindent, kivéve sertéshúst és csirkét, és nem iszok rumot meg ilyesmiket” – mondta a Jamaica Gleanernek.
Brown első gyermeke, Harland Fairweather 1920. április 15-én született, és aznap töltötte be a 97. életévét, amikor anyja a világ legidősebb embere lett. Fairweather négy nappal később, április 19-én hunyt el. Minden valószínűség szerint ő volt a legidősebb ember, akinek egyik szülője még él.
Halála után Tadzsima Nabi lett a legidősebb ember. Halálakor Violet Brown egyike volt a valaha élt öt leghosszabb életű embernek.

## Fordítás
- Ez a szócikk részben vagy egészben  a   Violet Brown című angol Wikipédia-szócikk ezen változatának fordításán alapul.  Az eredeti cikk szerkesztőit annak laptörténete sorolja fel. Ez a jelzés csupán a megfogalmazás eredetét és a szerzői jogokat jelzi, nem szolgál a cikkben szereplő információk forrásmegjelöléseként.

## Külső hivatkozások
- Violet Mosse Alapítvány, nonprofit szervezet az idősekért